# Mauricio Carrera
Mauricio Carrera (n. Ciudad de México, 1959) es un escritor, periodista cultural, guionista y profesor mexicano. Su obra publicada abarca los géneros de cuento, ensayo y novela. Ha recibido múltiples reconocimientos, entre ellos tres de los premios literarios más importantes a nivel nacional: el Premio Nacional de Ensayo Literario Malcolm Lowry en 2011, por Un rayo en la oscuridad. Jack London en México; el Premio Nacional de Novela José Rubén Romero en 2015, por La vida sin más; y el Premio Nacional de Cuento San Luis Potosí en 2016, por Infidelidades.

## Biografía
Mauricio Carrera nació en 1959 en la Ciudad de México. Realizó la licenciatura en Periodismo y Comunicación Colectiva en la Universidad Nacional Autónoma de México (UNAM) y la maestría en Literatura Española en la Universidad de Washington.
Su labor profesional siempre ha estado relacionada con la educación y la difusión de la cultura, ha sido subdirector editorial de Divulgación en el Instituto Nacional de Antropología e Historia; profesor en la Escuela Nacional de Estudios Profesionales Aragón (UNAM); profesor en la Facultad de Ciencias Políticas y Sociales (UNAM); profesor de la Escuela de Escritores de la Sociedad General de Escritores de México; locutor y guionista en Radio Educación, estación cultural de radio dependiente de la Secretaría de Cultura, y en TV UNAM, estación de televisión de la Universidad Nacional Autónoma de México. Además ha colaborado en diferentes medios impresos nacionales e internacionales como: El acordeón, El Nacional, La Jornada, Unomásuno, La Opinión (Los Ángeles) y Quimera (Barcelona).
Recibió el apoyo del programa «Artes por todas partes» del Instituto de Cultura de la Ciudad de México en 2002.

## Premios y reconocimientos
A lo largo de su trayectoria Mauricio Carrera ha recibido varios reconocimientos por su obra, entre ellos:
- Primer lugar del Concurso Nacional de Cuento Otto Raúl González 1994.
- Primer lugar del Concurso Latinoamericano de Cuento Edmundo Valadés 1995.
- Primer lugar del Certamen Literario Internacional Manuel Acuña 1996 en el área de ensayo.
- Premio Nacional de Periodismo Cultural Fernando Benítez 1996 por Abe y Hemingway: un recuerdo de la buena lucha.
- Premio Nacional de Cuento Agustín Monsreal 1999 por La viuda de Fantomas.
- Premio Nacional de Novela Jorge Ibargüengoitia 2002 por Tormenta.
- Premio Nacional de Cuento Inés Arredondo 2003 por «Las hermanas Marx».
- Premio Bellas Artes de Testimonio Carlos Montemayor en 2006 por Navegar si es preciso. Tres mil quinientos kilómetros de navegación y aventuras.
- Premio Nacional de Cuento de Guanajuato Efrén Hernández 2007 por Azar y otros cuentos.
- Premio Nacional de Cuento Rafael Ramírez Heredia 2008 por El Gigoló Malayo.
- Primer lugar del Certamen Internacional Letras del Bicentenario Sor Juana Inés de la Cruz en categoría novela 2009 por La derrota de los días.
- Premio Valladolid a las Letras 2009 por La negra noche.
- Premio Casa del Tiempo de la Universidad Autónoma Metropolitana en 2010 en la categoría de Ensayo Crítico Literario por Del panteón al Beyond. Nociones y tendencias de la nueva narrativa del norte
- Premio Nacional de Literatura José Fuentes Mares en 2011 por La derrota de los días.
- Premio Bellas Artes de Ensayo Literario Malcolm Lowry en 2011 por Un rayo en la oscuridad. Jack London en México.
- Premio Nacional de Novela José Rubén Romero en 2015 por La vida sin más.
- Premio Nacional de Cuento San Luis Potosí en 2016 por su obra Infidelidad.
- Ganador del Certamen Nacional de Ensayo Literario Alfonso Reyes en 2016 por El neopolicial mexicano.

## Obra
Entre sus obras se encuentran:

### Antología
- Cuentos sin visado. Antología de nuevos narradores cubanos y mexicanos (2002) —en colaboración con Rogelio Riverón—
- Historia de un desamor (2004) —en colaboración con Gerri Lejtik—
- Perros melancólicos. Antología de relatos policíacos colombianos y mexicanos (2012)

### Biografía
- Volcán apagado (2007)
- Travesía (2007)

### Cuento
- La viuda de Fantomas (1999)
- El tiburón de los cayos holandeses (2000)
- Saludos Darth Vader (2002)
- Las hermanas Marx (2004)
- La muerte de Martí y otros cuentos (2007)
- Azar (2008)
- El gigoló malayo (2009)
- Pequeño Pushkin y otras historias. Antología personal (2016)

### Ensayo
- El centauro en el túnel (2001)
- Soy diferente. Emos, darketos y otras tribus urbanas (2008) —coautor—
- Un rayo en la oscuridad. Jack London en México (2012)
- La ambición de ser (2016)
- El neopolicial mexicano (2017)

### Entrevistas
- Las de cajón y otras preguntas: entrevistas con escritores (1992)
- El demonio del arte (1995)
- La señal del guerrero: entrevistas con escritores (1998)
- El minotauro y la sirena. Entrevistas-ensayos con nuevos narradores mexicanos (2001) —coautor—

### Novela
- El club de los millonarios (1996)
- Marilyn Monroe y otros familiares (1999)
- Tormenta (2003)
- Travesía: crónicas marineras (2007)
- La derrota de los días (2010)
- La negra noche (2010)
- El tigre de la luna (2011)
- Fortuna, la mujer de la Conquista (2013)